# GameMaker
GameMaker (originalment Animo i més tard Game Maker fins a l'any 2011) és una sèrie de motors de vídeojocs multiplataforma creat per Mark Overmars el 1999 i desenvolupat per YoYo Games a partir de l'any 2007. La seva versió més recent és GameMaker Studio 2, aparescut l'any 2017.
GameMaker permet la creació de videojocs de diversos gèneres i per a vàries plataformes mitjançant un llenguatge de programació visual o un llenguatge d' script conegut com a Game Maker Language (GML). GameMaker fou al principi dissenyat per permetre a programadors novells fer jocs d'ordinador sense gaire coneixement de programació. Les versions més recents també estan enfocades a desenvolupadors més avançats.

## Visió General
GameMaker està orientat a la creació de jocs 2D, permetent l'ús de mapes de bits, gràfics vectorials (mitjançant SWF), i animacions d'esquelet 2D (mitjançant Esoteric Software's Spine) juntament amb una gran biblioteca estàndard per dibuixar gràfics i 2D primitives. Tanmateix, el programari permet un ús limitat de gràfics 3D, si bé aquestes funcions no estan pensades per a usuaris inexperts.
El motor utilitza Direct3D a Windows, UWP, i Xbox One; OpenGL a macOS i Linux; OpenGL ES a Android i iOS, WebGL a HTML5, i APIs en consoles.
L'element principal del motor és un IDE amb editors integrats per a mapes de bits, disseny de nivells, scripting, paths, i shaders (GLSL o HLSL). Funcionalitats addicionals poden ser implementades mitjançant scripts dins el mateix llenguatge del programa o amb extensions específiques per a cada plataforma. Dins de GameMaker Studio 2, pots escollir exportar el joc com un instal·lador de NSIS, o un arxiu .zip que conté el joc, les dades i qualsevol arxiu requerit.

### Plataformes suportades
GameMaker dona suport per a exportar els resultats a Windows, macOS, Ubuntu, HTML5, Android, iOS, Amazon Fire TV, Android TV, UWP de Microsoft, PlayStation 4, i Xbox One i Nintendo Switch.
En el passat, GameMaker va donar suport per a WIndows Phone, Tizen, PlayStation 3, i PlayStation Vita.
Es va fer una demostració de suport per a PSP el maig de 2010, però mai es va publicar aquesta funcionalitat

### Arrossegar i Deixar Anar
L'eina visual de GameMaker és del tipus Arrossegar i Deixar Anar (DnD per les seves sigles en anglès).
Amb aquest sistema, els usuaris poden dur a terme les tasques més habituals, com ara inicialitzar objectes, cridar funcions o treballar amb estructures de dades i arxius sense haver d'escriure ni una sola línia de codi. Segueix sent l'opció enfocada als usuaris novells.

## GameMaker Language
GameMaker Language és el llenguatge d'script utilitzat per a dur a terme tasques més complexes i està dirigit a desenvolupadors amb més coneixements de programació. Es tracta d'un llenguatge imperatiu, d'escriptura dinàmica de forma semblant a JavaScript i llenguatges tipus C.

## Història
GameMaker va ser desenvolupat al principi per Mark Overmars i publicat per primera vegada el 15 de novembre de 1999 sota el nom d' Animo. En aquell moment, es tractava d'una eina gràfica amb un sistema d'script visual molt limitat. Les primeres versions del programa eren desenvolupades en Delphi.
Les versions posteriors canviaren el nom a Game Maker i el software es va anar enfocant més cap al desenvolupament de jocs en 2D.
Fins a la versió 5.0, es tractava de programari gratuït; la versió 5.1 va introduir un pagament opcional; la versió 5.3 (gener del 2004) va introduir un número de característiques noves per a usuaris registrats, incloent sistemes de partícula, treball en xarxa, i la possibilitat d'ampliar els jocs mitjançant DLLs. La versió 6.0 (octubre 2004) va introduir funcionalitat limitada per a ús de gràfics en 3D

Davant el creixent interès del públic, Overmars es va associar l'any 2007 amb YoYo games per tal d'expandir el programa. Des d'aleshores, les tasques de desenvolupament van passar a ser responsabilitat de YoYo Games mentre Overmars va esdevenir un dels directors de l'empresa. La versió 7.0 va ser la primera sorgida d'aquesta societat.
La versió 8.1 (Abril de l'any 2011) va ser la primera en canviar el nom a GameMaker (eliminant l'espai) per evitar qualsevol confusió el software de 1991 Game-Maker.
GameMaker: Studio va entrar en beta pública el març del 2012 i va ser publicat el maig del mateix any.
El febrer del 2015, tant YoYo Games com GameMaker van ser adquirits per Playtech. Es va assegurar que aquesta compra serviria per a seguir millorant el programari, així com per a ampliar la seva base d'usuaris, incloent programadors més experimentats.
El novembre del 2016 ser publicada la beta de GameMaker: Studio 2, essent editat com a versió definitiva el març del 2017.
El gener del 2021, YoYo Games va ser venut a Opera Software per més o menys 10 milions de dòlars. L'equip de desenvolupament de Gamemaker ha continuat igual i no hi ha hagut canvis en els plans de desenvolupament previstos.